# Monako na Letnich Igrzyskach Olimpijskich 1972
Monako na Letnich Igrzyskach Olimpijskich 1972 w Monachium reprezentowało 5 zawodników: czterech w strzelectwie i jeden w szermierce. Nie zdobyto żadnego medalu.
Był to dziesiąty start reprezentacji Monako na letnich igrzyskach olimpijskich.

## Strzelectwo
Mężczyźni
| Konkurencja                             | Zawodnik        | Finał       | Finał   |
| Konkurencja                             | Zawodnik        | Wynik       | Miejsce |
| --------------------------------------- | --------------- | ----------- | ------- |
| Karabin małokalibrowy leżąc 50 m        | Joe Barral      | 593 punkty  | 31.     |
| Karabin małokalibrowy leżąc 50 m        | Pierre Boisson  | 585 punktów | 73.     |
| Karabin małokalibrowy trzy postawy 50 m | Francis Boisson | 1004 punkty | 67.     |
| Trap                                    | Paul Cerutti    | 171 punktów | 45.     |

## Szermierka
Mężczyźni
| Konkurencja          | Zawodnik            | Eliminacje                                                                        | Ćwierćfinały                                                                             | Półfinały       | Finał           |
| -------------------- | ------------------- | --------------------------------------------------------------------------------- | ---------------------------------------------------------------------------------------- | --------------- | --------------- |
| Szpada indywidualnie | Jean-Charles Seneca | Graham Paul P Panagiotis Dourakos P Henryk Nielaba P James Melcher W Alain Anen W | Jacques Brodin P Anton Pongratz P Hans-Jürgen Hehn W Graham Paul W Claudio Francesconi P | → Nie awansował | → Nie awansował |